# Gare de Wakefield Westgate
La gare de Wakefield Westgate est une gare ferroviaire du Royaume-Uni. Elle est située dans la partie nord de la ville de Wakefield, dans le Yorkshire de l'Ouest en Angleterre. 
La gare est desservie par des trains de Virgin Trains East Coast (en).

## Histoire
Une première station est ouverte en 1856 sur la Great Northern Railway line from Leeds dans le sud de la ville. 
La station de Wakefield Westgate est mise en service en mai 1867 par la Great Northern, Midland and Manchester, and Lancashire and Yorkshire dans le nord de la ville. On lui ajoute une tour horloge en 1880, le mécanisme est l'œuvre de l'horloger Sir Edmund Beckett.
En 1967, l'ancien bâtiment et sa tour horloge sont détruits et remplacés par un nouvel édifice.

Les installations de 1967
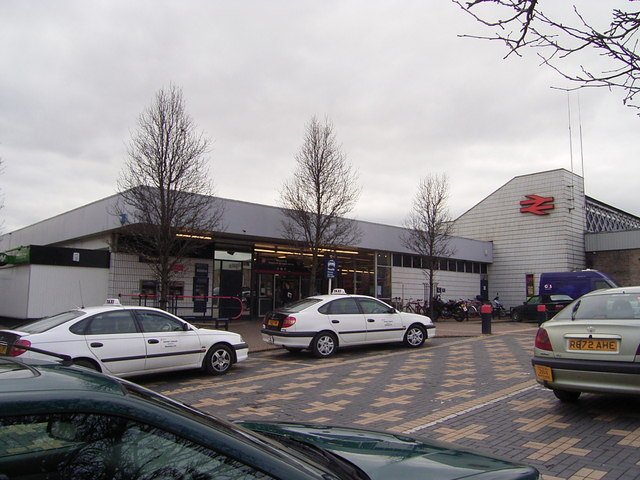
Bâtiment voyageurs (2007).
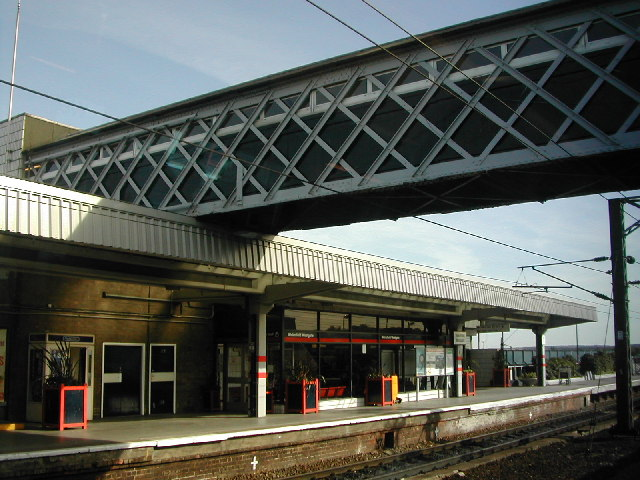
Passerelle (2005).
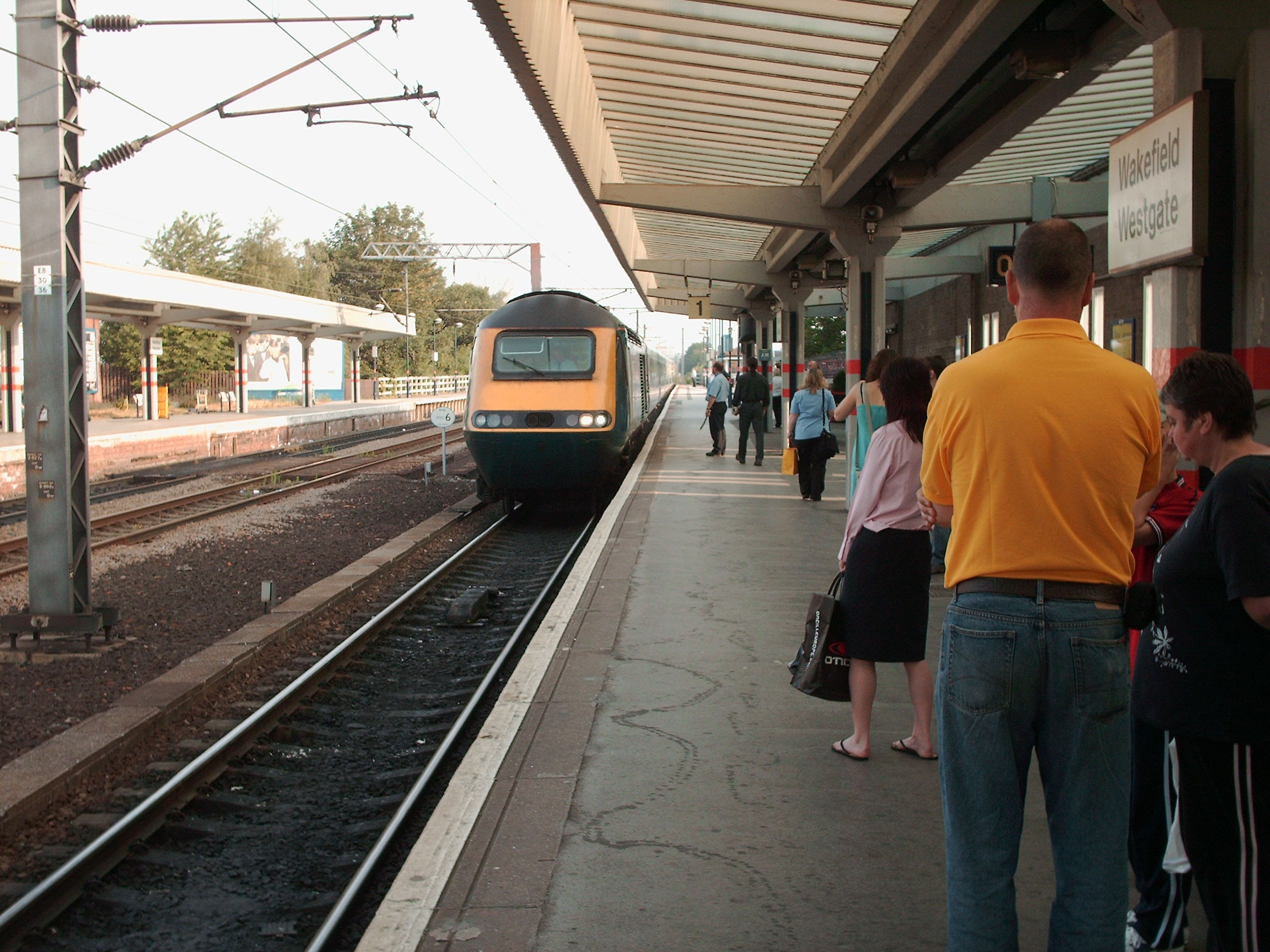
Quais (2006).

En 2009, un parking à étage de 900 places est ouvert et le 22 décembre 2013 c'est un nouveau bâtiment voyageurs, avec notamment une refonte des accès aux quais et la construction d'une nouvelle passerelle équipée d'ascenseur, qui est mis en service. Ce nouvel équipement est totalement opérationnel en 2014 avec l'ouverture de diverses installations, dont une salle d'attente,..

## Service des voyageurs

### Accueil
Elle dispose d'un bâtiment voyageurs, avec guichets et salle d'attente. Elle est notamment équipée d'automates pour l'achat de titres de transport. Des commerces sont installés en gare.
Une passerelle équipée d'ascenseurs permet l'accès aux quais et la traversée des voies.

### Intermodalité
Un parking pour les véhicules (900 places) est présent à proximité.
Sur le parvis un espace est desservi par des bus urbains.